# Ангерран I де Куси
Ангерран де Бов или де Куси (фр. Enguerrand de Boves, Enguerrand Ier de Coucy; около 1042—1116) — граф Амьена с 1085 года, сеньор Бова, Куси, Марля и Ла-Фера.
Сын Дрогона де Бов (фр.). От отца унаследовал сеньорию Бов. В 1085 году стал графом Амьена (вероятно, унаследовал графство от своей бабки Адель де Бов (Adèle de Boves), жены Рауля IV де Валуа). Тогда же стал владельцем сеньории Куси с одноименным замком, давшим имя его роду.
Женился на Адель де Марль, дочери Лето де Марля, племяннице графа Эбля I де Руси, получив в приданое сеньории Марль и Фер.
В этом браке родилось двое детей:
- Томас де Марль
- Агнесса де Куси

Вторым браком Ангерран был женат на Сибилле де Шато-Порсьен, разведённой жене Готфрида I Намюрского.
Ангерран де Бов участвовал в Первом крестовом походе и осаде Антиохии. По преданию, потерял штандарт и чтобы сделать новый, порезал на полосы свой красный подбитый беличьим мехом плащ. Эти цвета стали гербом рода Куси.
В 1100 году вернулся во Францию. Вступил в конфликт с сыном — Томасом де Марль, но вскоре с ним примирился. Они вместе выступили против горожан Амьена, образовавших коммуну и получивших поддержку короля Людовика Толстого.
Умер в конце 1116 года или в начале 1117 года.